# Charlie Patton
Charlie Patton, född i april 1891 i Hinds County, Mississippi, död 28 april 1934 i Indianola, Mississippi, var en amerikansk bluessångare och gitarrist. Patton var en av de första välkända bluessångarna och han hade ett mycket stort inflytande på deltabluesen. Han räknas många gånger som genrens skapare och var en av de första stora amerikanska musikartisterna och han agerade mentor åt bland andra Howlin' Wolf.[källa behövs]

## Sånger (Ogg Vorbis)
| 34 Blues                          | A Spoonful Blues              |
| Banty Rooster Blues               | Bird Nest Bound               |
| Down the Dirt Road Blues          | Dry Well Blues                |
| Elder Green Blues                 | Going to Move to Alabama      |
| Green River Blues                 | Hammer Blues                  |
| High Water Everywhere Part I      | High Water Everywhere Part II |
| High Sherriff Blues               | It Won't Be Long              |
| Mississippi Bo Weavil Blues       | Moon Going Down               |
| Pony Blues                        | Poor Me                       |
| Screamin' and Hollerin' the Blues | Shake It and Break It         |
| Some These Days I'll Be Gone      | Stone Pony Blues              |
| Tom Rushen Blues                  | When Your Way Gets Dark       |